# Anastoechus macrorrhynchus
Anastoechus macrorrhynchus är en tvåvingeart som beskrevs av Mario Bezzi 1924. Anastoechus macrorrhynchus ingår i släktet Anastoechus och familjen svävflugor. Inga underarter finns listade i Catalogue of Life.